# 수업중입니다 시즌 2
《수업중입니다 시즌 2》 대한민국의 왓챠에서 방영 예정인 드라마이다.

## 기획 의도
사랑을 하고 싶은 대학교 신입생들의 이야기

## 스트리밍 일정
| 스트리밍 | 기간                   | 업로드 본방송 시간 | 비고 |
| -------- | ---------------------- | ------------------ | ---- |
| 왓챠     | 2023년 8월 11일 (예정) |                    |      |

## 출연진

### 주요 인물
- 제이민 : 이현 역
- 김용석 : 김안 역

### 주변 인물
- 우효원 : 오민우 역
- 이광희 : 신마루 역
- 안정균 : 유주혁 역
- 정우재 : 김성민 역
- 김하림 : 사라 역
- 정현우 : 이시우 역
- 신사랑 : 김영주 교수 역
- 김승환 : 유영일 교수 역 (《보충수업》)
- 민성 : 재현 역 (《보충수업》)

### 특별출연
- 한현준 : 차지우 역
- 김태환 : 로아 역

## 에피소드 목록
| 왓챠 | 스트리밍 방송일 | 부제 (서브타이틀) | 비고 |
| ---- | --------------- | ----------------- | ---- |
| 1화  | 2023년 8월 11일 |                   |      |

## 제작진
- 제작사: 스튜디오 양귀비(기획), 얼반웍스 미디어
- 연출: 장영선
- 극본: 김경환, 장영선